# Chanel Preston
Chanel Preston, pseudonimo di Rachel Ann Taylor (Fairbanks, 1º dicembre 1985), è un'attrice pornografica e regista pornografica statunitense.

## Biografia
Chanel è nata e cresciuta in Alaska da una famiglia di origini spagnole, inglesi e tedesche, da piccola praticava il wrestling. A 19 anni si è trasferita alle Hawaii dove ha vissuto per 6 anni e ha lavorato come spogliarellista. Nel 2021 è apparsa in Pleasure, insieme ai colleghi Evelyn Claire, Kendra Spade, Dana DeArmond, Casey Calvert, Charlotte Cross, Xander Corvus, Mick Blue, John Strong, Ryan McLane, Steve Holmes e Axel Braun, un film svedese che racconta la vita di una giovane artista che vuole sfondare nel mondo dell'industria pornografica.

## Carriera pornografica
Ha debuttato nell'industria pornografica nel 2010, registrando la sua prima scena con Nick Manning per la casa di produzione Vivid. Nel marzo 2012 ha posato per Penthouse Pet mentre nel 2014 ha condotto, insieme a Samantha Saint, la 31 edizione degli AVN Awards.
In carriera ha girato oltre 1230 scene e ne ha dirette 4, diventando famosa per aver interpretato Lara Croft nella parodia pornografica. Ha lavorato con case di produzioni quale Brazzers, Digital Playground, Vivid, Wicked Pictures e altre.

## Riconoscimenti
- AVN Awards
  - 2014 – Most Outrageous Sex Scene per Get my Belt con Ryan Madison[13]
- XBIZ Awards
  - 2011 – New Starlet Of The Year[14]
  - 2013 – Best Scene - Gonzo/Non-Feature Release per Nacho Invades America 2 con Nacho Vidal[15]
- XRCO Awards
  - 2011 – Best New Starlet[16]
- TSXA Awards
  - 2013 – Hottest Sex Scene per Evil Anal 16 con Phoenix Marie e Manuel Ferrara[17]

## Filmografia

### Attrice
- 2 Chicks Same Time 8 (2010)
- 4Some (2010)
- Anal Frenzy 1 (2010)
- Big Tit Cream Pie 10 (2010)
- Bikini Land (2010)
- Dangerous Curves (2010)
- Deep Anal Drilling 2 (2010)
- Everything Butt 11084 (2010)
- Fashion Fucks (2010)
- Fucking Machines 10557 (2010)
- Fucking Machines 10750 (2010)
- Fucking Machines 10751 (2010)
- Hooked (Wicked) (2010)
- Jack's POV 17 (2010)
- Neighbor Affair 9 (2010)
- Not MASH XXX (2010)
- Nylons 8 (2010)
- Office Perverts 5 (2010)
- Oil Overload 4 (2010)
- Porn Fidelity 23 (2010)
- Sex and Submission 11472 (2010)
- Sex Appeal (2010)
- Speed (2010)
- Tastey Titty (2010)
- This Ain't Avatar XXX (2010)
- All Stars 3 (2011)
- American Cocksucking Sluts 1 (2011)
- Anal Fanatic 2 (2011)
- Assfucked Sluts (2011)
- Beach Patrol 2 (2011)
- Beggin' For A Peggin' (2011)
- Big Tits at Work 14 (2011)
- Big Tits Boss 16 (2011)
- Big Tits in Uniform 5 (2011)
- Birthday Blowjob (2011)
- Brand New Faces 33 (2011)
- Breast in Class 2: Counterfeit Racks (2011)
- Butts 101 (2011)
- Club Sybian (2011)
- Cum for Me (2011)
- Everything Butt 11756 (2011)
- Everything Butt 12799 (2011)
- Everything Butt 15919 (2011)
- Evil Anal 13 (2011)
- Filthy Family 4 (2011)
- Fore Play (2011)
- Fuck of It (2011)
- Fuckening (2011)
- Gape Me (2011)
- Girlfriends 3 (2011)
- Head Cases (2011)
- I Love Big Toys 34 (2011)
- In the Butt 7 (2011)
- Iron Man XXX: An Extreme Comixxx Parody (2011)
- It's a Girl Thing 1 (2011)
- Justice League Of Pornstar Heroes (2011)
- Lesbian Teen Hunter 5 (2011)
- Magical Feet 14 (2011)
- Massage Creep 1 (2011)
- Mork And Mindy: A XXX Porn Parody (2011)
- Naughty Office 22 (2011)
- Neighbor Affair 10 (2011)
- Official Halloween Parody (2011)
- OMG... It's the Flashdance XXX Parody (2011)
- POV Junkie 4 (2011)
- Pretty in Pink (2011)
- Prize (2011)
- Rezervoir Doggs (2011)
- Romeo And Juliet: A Dream Zone Parody (2011)
- Secretary's Day 5 (2011)
- Sex and Submission 14262 (2011)
- SexAholics (2011)
- Solo Sweethearts 1 (2011)
- Stripper Diaries 2 (2011)
- Suck It Dry 9 (2011)
- Superheroine 3D (2011)
- Swallowing (2011)
- Swinging (2011)
- Taxi Driver: A XXX Parody (2011)
- This Is Why I'm Hot 1 (2011)
- Training Day: a XXX Parody (2011)
- Wet Food 3 (2011)
- What the Fuck: Big Tits Bitches and Ass (2011)
- Women Seeking Women 69 (2011)
- Adult Insider 2 (2012)
- Adult Insider 4 (2012)
- All Internal 18 (2012)
- Anal Invitation (2012)
- Anal Occupation (2012)
- Anal Size My Wife 4 (2012)
- Best Day Ever (2012)
- Big Wet Butts 7 (2012)
- Birds of Prey XXX: A Sinister Comixxx Parody (2012)
- Bitchcraft 9 (2012)
- Blacks On Blondes: Chanel Preston (2012)
- Breaking Bad XXX: A Sweet Mess Films Parody (2012)
- Buffy The Vampire Slayer XXX: A Parody (2012)
- Chanel Preston: No Limits (2012)
- Creeper (2012)
- Dark Haired Beauties (2012)
- ElectroSluts 21465 (2012)
- ElectroSluts 24572 (2012)
- ElectroSluts 24573 (2012)
- ElectroSluts 24574 (2012)
- ElectroSluts 24575 (2012)
- ElectroSluts 24659 (2012)
- ElectroSluts 25017 (2012)
- ElectroSluts 25018 (2012)
- ElectroSluts 25019 (2012)
- ElectroSluts 25020 (2012)
- ElectroSluts 25774 (2012)
- ElectroSluts 26337 (2012)
- ElectroSluts 26924 (2012)
- ElectroSluts 26925 (2012)
- ElectroSluts 26927 (2012)
- ElectroSluts 26928 (2012)
- ElectroSluts 26974 (2012)
- Everything Butt 25826 (2012)
- Everything Butt 26090 (2012)
- Everything Butt 26936 (2012)
- Evil Anal 16 (2012)
- Filthy Cocksucking Auditions (2012)
- Follow Me 2 (2012)
- Foot Confessions 5: Video Conference (2012)
- Foot Worship 24288 (2012)
- Fuck Flick (2012)
- Happy Endings (2012)
- Hardcore Gangbang 94103 (2012)
- Housewife 1 on 1 23 (2012)
- Immortal Love (2012)
- Justice League Of Pornstar Heroes XXX: Animated Cartoon Edition (2012)
- Love Blossoms (2012)
- Love or Lust (2012)
- Masseuse 2 (2012)
- Massive Anal Booty 2 (2012)
- More Than You Bargained For (2012)
- Mr. Anal (2012)
- My Naughty Massage (2012)
- Nacho Invades America 2 (2012)
- Office 4-Play: Christmas Edition (2012)
- Perfect Partner (2012)
- Pornstars Like It Big 14 (2012)
- Pretty Dirty 2 (II) (2012)
- Pump That Rump 4 (2012)
- S.L.U.D.S. - Subhumanoid Lesbian Underground Dwellers (2012)
- Sex and Submission 21162 (2012)
- Sex and Submission 25829 (2012)
- Sex and Submission 26944 (2012)
- Sex Does A Body Good (2012)
- Sexual Messiah 2 (2012)
- Slutty and Sluttier 17 (2012)
- Strap Attack 17 (2012)
- Strap for Teacher 1 (2012)
- Super Porn (2012)
- Swinger (2012)
- Teamwork (2012)
- Teen Cams Hacked 1 (2012)
- Throat Fuckers (II) (2012)
- Tomb Raider XXX (2012)
- Toying With Your Emotions (2012)
- Up Her Asshole 2 (2012)
- Valley (2012)
- Water Bondage: Featuring Phoenix Marie, Chanel Preston, Lea Lexis And Bobbi Starr 2 (2012)
- Water Bondage: Featuring Phoenix Marie, Chanel Preston, Lea Lexis And Bobbi Starr 3 (2012)
- Water Bondage: Featuring Phoenix Marie, Chanel Preston, Lea Lexis, And Bobbi Starr (2012)
- Whipped Ass 22696 (2012)
- Why You Mad at Me (2012)
- Wonder Woman Interactive: A XXX Adventure Game Parody (2012)
- Xena XXX: An Exquisite Films Parody (2012)
- Adult Insider 10 (2013)
- Adult Insider 11 (2013)
- Adult Insider 12 (2013)
- Adult Insider 13 (2013)
- Adult Insider 14 (2013)
- Adult Insider 15 (2013)
- Adult Insider 6 (2013)
- Adult Insider 7 (2013)
- Adult Insider 8 (2013)
- Adult Insider 9 (2013)
- All About Allie (2013)
- All Star Celebrity XXX: Chanel Preston (2013)
- All-Star Anal Sluts 3 (2013)
- Anal Dream Team (2013)
- Anal Is My Business (2013)
- Anal Plungers 2 (2013)
- Anal Sweetness 1 (2013)
- Ass Party 3 (2013)
- Assume the Position (2013)
- Avengers vs. X-Men XXX: An Axel Braun Parody (2013)
- Bangin' the Boss 1 (2013)
- Belladonna: No Warning 8 (2013)
- Big Butts Like It Big 13 (2013)
- Bound By Desire 1: A Leap of Faith (2013)
- Bound By Desire 2: Collared and Kept Well (2013)
- Brother Load 5 (2013)
- Buttman's Double Speculum Club (2013)
- Buttman's Stretch Class 15 (2013)
- Chanel Preston Gets A Creampie From A Big Black Dick (2013)
- Cosplay Interactive (2013)
- Danny Ocean's Adventures 4 (2013)
- Devil's Gang Bang: Lisa Ann Vs. Chanel Preston (2013)
- Dirty Talk (2013)
- Double Black Penetration (2013)
- DP My Wife With Me 1 (2013)
- ElectroSluts 27804 (2013)
- ElectroSluts 29003 (2013)
- Escort (2013)
- Everything Butt 27181 (2013)
- Everything Butt 28272 (2013)
- Everything Butt 30461 (2013)
- Everything Butt 30462 (2013)
- Everything Butt 32091 (2013)
- Get My Belt (2013)
- Girlfriend Exchange (2013)
- Glory Hole Loads 3 (2013)
- Housewives Gone Black 15 (2013)
- Housewives of Lex Steele (2013)
- Inspector Anal (2013)
- Jack Attack 6 (2013)
- Just Visiting (2013)
- Laverne and Shirley XXX: A DreamZone Parody (2013)
- Lesbian Anal POV 2 (2013)
- Lex Turns Evil 1 (2013)
- Lick My License (2013)
- Lisa Ann's Black Out 1 (2013)
- Mandingo Massacre 8 (2013)
- Massage Therapy (2013)
- Mr. Pete's POV 2 (2013)
- My Dad's Hot Girlfriend 16 (2013)
- My Friend's Hot Girl 6 (2013)
- Naughty Office 32 (2013)
- New Behind the Green Door (2013)
- OMG... It's The Duck Dynasty XXX Parody (2013)
- Open Ended 2 (2013)
- Passionate Lovers (2013)
- Penthouse Petland (2013)
- Perfect Secretary 3: the New Recruit (2013)
- Porno Pranks (2013)
- Public Disgrace 30896 (2013)
- Quick Sand (2013)
- Real Story Of Thanksgiving (2013)
- Real Wife Stories 16 (2013)
- Rocco's Coming in America (2013)
- Romantic Aggression (2013)
- Screaming Ass Gasms 1 (2013)
- Sexually Broken 35 (2013)
- Sexually Broken 47 (2013)
- Slutty and Sluttier 20 (2013)
- Snail Trails (2013)
- Spandex Loads 6 (2013)
- Tonight's Girlfriend 15 (2013)
- Tonight's Girlfriend 22 (2013)
- Triple Mania (2013)
- Very Brazzers Christmas (2013)
- Vivid's Award Winners: Best Gangbang (2013)
- We Live Together.com 26 (2013)
- Whipped Ass 2 (2013)
- White Witch (2013)
- X-Men XXX: An Axel Braun Parody (2013)
- ZZInc's Corporate Orifice (2013)
- 69 Scenes: Anal Anal Anal (2014)
- Alien Ass Party 3 (2014)
- Anal Intrusion 2 (2014)
- Another Azz Creation (2014)
- Bait (2014)
- Barbarella: A Kinky Parody (2014)
- Beautiful Girls Having Sex (2014)
- Best in XXX (2014)
- Big Ass Crush (2014)
- Big Tits in Sports 13 (2014)
- Big Tits in Sports 14 (2014)
- Big Tits in Uniform 13 (2014)
- Blacks On Blondes: Chanel Preston 2 (2014)
- Boss Fantasies (2014)
- Brand New Faces 45 (2014)
- Brandy Aniston Is Fucked (2014)
- Buttman Focused 7 (2014)
- Buttman Focused 8 (2014)
- Cabana Cougar Club (2014)
- Cape Fear XXX (2014)
- Completely Wicked 2 (2014)
- Diary of a Perv (2014)
- Dirty Wives Club 18707 (2014)
- Divine Bitches 3 (2014)
- Divine Bitches 5 (2014)
- Do As I Say (2014)
- FemDom Ass Worship 23 (2014)
- Fuck My Face 2 (2014)
- Gangbang Her Little White Thang 13 (2014)
- Glenn King's Maneaters 2 (2014)
- Hot for Teacher (2014)
- Housewife 1 on 1 32 (2014)
- James Deen's 7 Sins: Envy (2014)
- James Deen's Sex Tapes: Porn Stars (2014)
- Lesbian Playtime (2014)
- Lesbian Touch 1 (2014)
- Lesbian Touch 2 (2014)
- Lesbians In Charge 3 (2014)
- LeWood's Anal Superstars (2014)
- Lex Steele: Double Teamed (2014)
- Lexecutioner 2 (2014)
- Love Is In The Air (2014)
- Manuel DPs Them All (2014)
- Me And My Girlfriend 7 (2014)
- Me and My Girlfriend 8 (2014)
- Mean Bitches POV 8 (2014)
- Mean Bitches: Perverted Facesitting (2014)
- Molly's Life 22 (2014)
- Mother Daughter Exchange Club 36 (2014)
- Mother-Daughter Affair (2014)
- My Hotwife's Lover (2014)
- My Wife is Cheating on Me (2014)
- Oral Overdose (2014)
- Orgy Masters 4 (2014)
- Please Eat My Pussy (2014)
- Please Fuck My Ass (2014)
- Porn in the USA 4 (2014)
- Pornstars Like It Big 20 (2014)
- Pretty Sloppy 5 (2014)
- Private Lives 2 (2014)
- Public Disgrace 35329 (2014)
- Real Thing (2014)
- Strap Attack 18 (2014)
- Strap On Anal Lesbians 2 (2014)
- Strap-on All Stars 2 (2014)
- Swinger 4 (2014)
- The Upper Floor 34507 (2014)
- Twisted Lesbian Anal Spit Play (2014)
- We Live Together.com 35 (2014)
- Wet Asses 3 (2014)
- Whipped Ass 4 (2014)
- Whipped Ass 8 (2014)
- Wingmen (2014)
- Wives on Vacation 19001 (2014)
- 058 Angela White X Chanel Preston (2015)
- Anal Day 2 (2015)
- Anal Hotties (2015)
- Anal Intensity 3 (2015)
- Ass Versus Pussy (2015)
- Big Wet Asses 24 (2015)
- Big White Phat Anal Booty (2015)
- Boss Lady (2015)
- Brand-New Painslut Takes Electro Like A Champ (2015)
- Breast Keep This Quiet (2015)
- Bubbly Personality, Bubbly Ass (2015)
- Busty Office MILFs 7 (2015)
- Buttman Focused 10 (2015)
- Chanel Movie One (2015)
- Cheer Squad Sleepovers 12 (2015)
- Cherry Spot 6 (2015)
- Cougarville (2015)
- Cuckold Sessions 17 (2015)
- Dana DeArmond Loves Girls (2015)
- Dana Vespoli's Real Sex Diary 3 (2015)
- Dirty Divorcee (2015)
- Dirty Wives Club 5 (2015)
- Down the Throat 3 (2015)
- Fantasies (II) (2015)
- First Class Tits (2015)
- Getting Mean With Tasha's Asshole (2015)
- Girlfriends (2015)
- Girls Night (2015)
- Hot Chicks Big Fangs 2 (2015)
- I Have a Wife 33 (2015)
- I'm Screwed (2015)
- Interracial Ambush (2015)
- Interracial Blow Bang 10 (2015)
- Interracial Cougar Cuckold 2 (2015)
- Interracial Gloryhole Initiations 17 (2015)
- James Deen's Sex Tapes: James' House 2 (2015)
- Just A Taste (2015)
- Keiran Lee's 1000th: This Is Your ZZ Life (2015)
- Key (2015)
- Lesbian Sex 16 (2015)
- Lovephoria: The Laws of Attraction (2015)
- Mandingo Going Deep In That Ass (2015)
- Mandingo The King of Interracial 2 (2015)
- Mandingo's Naughty Wives Club 2 (2015)
- Massive Facials 7 (2015)
- Mr. Anal 15 (2015)
- My Evil Stepmom Fucked My Ass 3 (2015)
- My Girlfriend's Busty Friend 15 (2015)
- My Secretary the Slut (2015)
- Nacho's Hot Horny Hookers (2015)
- Net Skirts 13.0 (2015)
- Never Get Married: The Revenge (2015)
- Never Get Married: The Threesome (2015)
- Night at the Erotic Museum (2015)
- Paradise City (2015)
- Perfect Threesomes 1 (2015)
- Perv City University Anal Majors (2015)
- Pretty Dangerous (2015)
- Prison Lesbians 2 (2015)
- Pussy Only Please (2015)
- Secret Spa (2015)
- Sexual Desires of Chanel Preston (2015)
- Sexually Explicit 4 (2015)
- Shades of Kink 4 (2015)
- She's in Charge (2015)
- Sinners Ball (2015)
- Slutty Brunettes (2015)
- Smoke (2015)
- Swirl Marathon (2015)
- This Ain't the Interview XXX (2015)
- Throated Contest 2014: Chanel Preston (2015)
- Throated Contest: Chanel Preston (2015)
- Toe Sniffing Thug Gets Divine Bitched Based On Real Events (2015)
- Tonight's Girlfriend 42 (2015)
- Too Pretty For Porn (2015)
- Triple BJs (2015)
- Triple Treat (2015)
- True History Of Strap Attack 2 (2015)
- Turbo Sluts (2015)
- Twisted Fantasies Day Dreams (2015)
- Twisted Passions 14 (2015)
- Twisted Passions 15 (2015)
- Two Friends Enjoy BBC Together (2015)
- Wanted, regia di Stormy Daniels (2015)
- Anal Is A Girl's Best Friend (2016)
- Anikka Albrite Is Evil (2016)
- Big Ass Babes 2 (2016)
- Big Titty Fuck Dolls (2016)
- Black Is Better 1 (2016)
- Black Snake Oil 3 (2016)
- Bound for Domination (2016)
- Celebrity Scandal (2016)
- Chanel Preston and Her Girlfriends (2016)
- Chanel's Oral Creampie (2016)
- Cheer Squad Sleepovers 16 (2016)
- Come By For Pie (2016)
- Dirty Talk 4 (2016)
- DNA (2016)
- Fake Sugar Daddy (2016)
- FemDom Ass Worship 28 (2016)
- Fragment Of Love (2016)
- Girls Kissing Girls 19 (2016)
- Glamour Solos 5 (2016)
- Hard Call (2016)
- Hotwife Life (2016)
- In Need of Assistance (2016)
- Interracial Icon 2 (2016)
- Legs for Days (2016)
- Lesbian House Hunters 13 (2016)
- Lesbian Psycho Dramas 20 (2016)
- Lesbian Psychodramas 21 (2016)
- Lesbian Psychodramas 22 (2016)
- Lesbian Triangles 33 (2016)
- Let's Get Facials (2016)
- Little White Lies (2016)
- Love to Lick (2016)
- Monsters of Cock 60 (2016)
- My Wife is My Pornstar 20627 (2016)
- My Wife's Hot Friend 32 (2016)
- Naughty Office 43 (2016)
- One Night Stand (2016)
- Pornstar Pounding (2016)
- Red Light (2016)
- Revenge Fuck (IV) (2016)
- Sugar Babies (2016)
- Sugar Babies 1 (2016)
- Super Anal Cougars 5 (2016)
- Tight Ass Teens (2016)
- What's For Dinner (2016)
- Whipped Ass 15 (2016)
- Whipped Ass 41171 (2016)
- Who Is The Fairest Of Them All (2016)
- Women Loving Girls (2016)

### Regista
- All in Your Head (2015)
- Chanel Movie One (2015)
- Smoke (2015)
- Too Pretty For Porn (2015)